# Кузманович, Доминик
Доминик Кузманович (хорв. Dominik Kuzmanović; род. 15 августа 2002, Загреб) — хорватский гандболист, выступает за гандбольный клуб «Гуммерсбах» и сборную Хорватии по гандболу. Серебряный призёр чемпионата мира 2025 года. Участник летних Олимпийских игр 2024 года.

## Карьера

### Клубная
Доминик Кузманович занимается гандболом с пятилетнего возраста. С командой из села Дуго он несколько раз становился чемпионом среди молодежи. Летом 2020 года перешел в хорватский клуб первого дивизиона «Нексе Нашице», с которым несколько раз занимал второе место в Премьер-лиге Хорватии. В Лиге Европы КВЧ 2021/22 года вместе с командой дошёл до полуфинала, заняв четвертое место в Финале четырех.
В 2024 году он перешел в клуб немецкой бундеслиги «Гуммерсбах».

### Международная карьера в сборной
В составе сборной Хорватии Кузманович участвовал на чемпионате мира 2023 года и занял 9-е место, сыграв в четырех матчах.
В августе 2024 года был включён в состав Хорватии на Олимпийский турнир по гандболу. Сборная Хорватии, сыграв пять матчей не смогла выйти из группы А, а игроки команды завершили участие в турнире.
В начале 2025 года принял участие в играх чемпионата мира, который состоялся в трёх странах Европы. Вместе со сборной Хорватии стал серебряным призёром. 

## Награды
- Орден Хорватской звезды с ликом Франьо Бучара (10 марта 2025 года)[3]